# Astrebla lappacea
Astrebla lappacea es una especie de planta herbácea de la familia de las poáceas. 

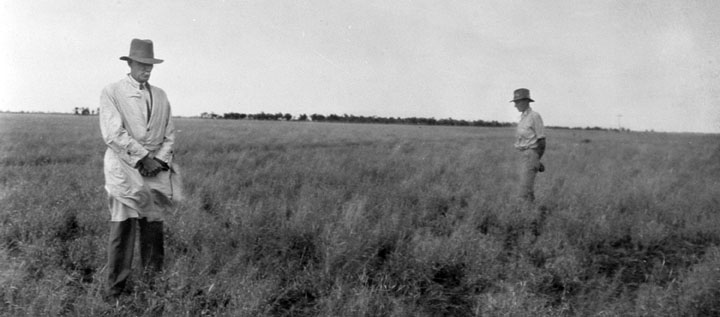
En un campo de cultivo

## Descripción
Es una planta  perenne rizomatosa densamente moñuda que alcanza un tamaño de 0,9 m de altura.
Las hojas con lámina de 3-7 mm de ancho, glauca, rizada en el secado, glabra o tubérculos-escabrosos. La inflorescencia en forma de pico, rígida, recta o curva a veces, de 5-30 cm de largo, 5-13 mm de ancho, teniendo espiguillas en 2 filas regulares a lo largo de 1 lado. Espiguillas 4-6-florecidas, oblongo-cuneiformes, sin apretar a densamente imbricadas o distantes, de 7-13 mm de largo. Glumas acuminadas. Lemmas oblongas, vellosas en la parte posterior; lóbulos laterales lanceolados a ovados, 4-9,5 mm de largo; lóbulo medio cónico en una rígida cerda de 4-14 mm de largo.  Palea ovada, de 5 mm de largo.

## Distribución y hábitat
Astrebla lappacea . generalizada, sobre todo en las llanuras de inundación y suelos de  arcillas pesadas en Nueva Gales del Sur.

## Taxonomía
Astrebla lappacea fue descrita por (Lindl.) Domin y publicado en Bibliotheca Botanica 85: 372, f. 86. 1915.
Etimología
Astrebla: nombre genérico que deriva de las palabras griegas: a (no) y streblos (torcido), en referencia a las aristas rectas.
lappacea: epíteto latíno que significa "como rebabas".
Sinonimia
- Astrebla pectinata var. curvifolia F.M.Bailey
- Astrebla triticoides (Lindl.) F.Muell. ex Benth.
- Astrebla triticoides var. lappacea (Lindl.) Benth.
- Avena triticoides (Lindl.) B.D.Jacks.
- Danthonia lappacea Lindl.
- Danthonia triticoides Lindl.[5][6]